# جواکینو کریاکو
جواکینو کریاکو (ایتالیایی: Gioacchino Criaco؛ زادهٔ ۳ مارس ۱۹۶۵) نویسنده، فیلم‌نامه‌نویس و وکیل اهل ایتالیا است.
از فیلم‌هایی که وی در آن‌ها نقش داشته‌است، می‌توان به ارواح سیاه اشاره نمود.